# Поддубный, Александр (фехтовальщик)
Алекса́ндр Подду́бный (род. 24 июня 1960) — советский и киргизский пятиборец и фехтовальщик-шпажист. Участник летних Олимпийских игр 2000 года, бронзовый призёр летних Азиатских игр 1994 года.

## Биография
Александр Поддубный родился 24 июня 1960 года.
В 1994 году завоевал бронзовую медаль летних Азиатских игр в Хиросиме в составе сборной Киргизии по современному пятиборью в командном зачёте, выступая вместе с Александром Чвировым и Игорем Фельдманом.
В 2000 году вошёл в состав сборной Киргизии на летних Олимпийских играх в Сиднее. Выступал в индивидуальном турнире шпажистов. В 1/32 финала победил Андруса Каяка из Эстонии — 15:13, в 1/16 финала проиграл Ивану Тревехо с Кубы — 10:15.
В 2006 году в 46-летнем возрасте участвовал в летних Азиатских играх в Дохе. Выиграв три из пяти поединков, преодолел групповой этап и выбыл в 1/8 финала.
В сборной Киргизии по фехтованию занимался под началом заслуженного тренера Киргизии Анатолия Верульского.
Мастер спорта СССР международного класса по современному пятиборью.